# AlliedSignal

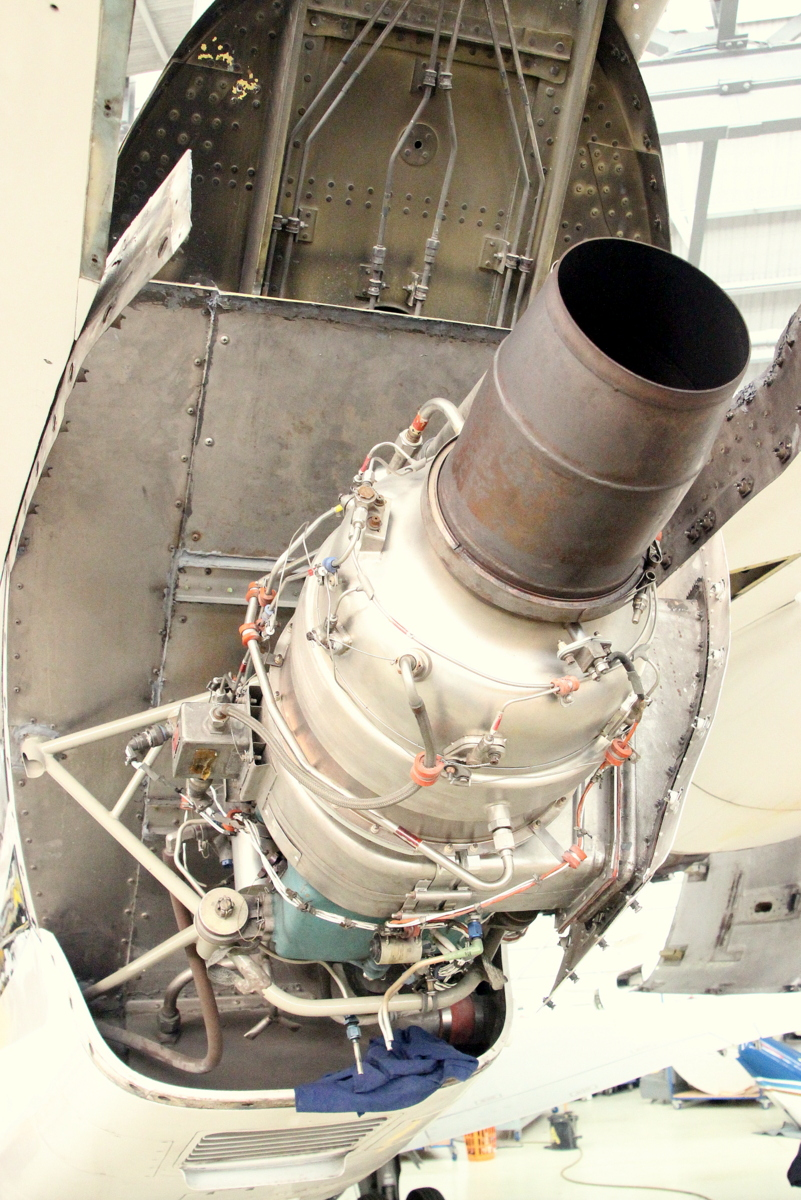
AlliedSignal (Honeywell) GTCP36-150 Auxiliary power unit su un Cessna 750 Citation X

AlliedSignal fu una società statunitense di aerospazio, automobili, ingegneria, creata nel 1985 dalla fusione della Allied Corp. con la Signal Companies. Successivamente comprò la Honeywell per 15 miliardi di US$ nel 1999; la nuova società nata dalla fusione adottò il nome di Honeywell in quanto marchio più noto a livello mondiale.

## Storia

### Allied
The Allied Chemical & Dye Corporation originata nel 1920 dalla fusione di cinque compagnie chimiche: Barrett Chemical Company (1858), General Chemical Company (1899), National Aniline & Chemical Company (1917), Semet-Solvay Company (1895), e la Solvay Process Company (1881), con l'iniziativa del chimico William Nichols, per l'indipendenza dalla chimica tedesca durante la Grande Guerra, e dal finanziere Eugene Meyer. Venne poi acquisita nel 1979 la Eltra Corporation.
La società si rinominò in Allied Chemical Corporation nel 1958, poi semplicemente Allied Corp. nel 1981. Allied si fuse con Bendix Corporation nel 1983, iniziando le attività aerospazio.

### Signal
La Signal Companies risale alla Signal Gasoline, fondata da Samuel B. Mosher nel 1922. Venne rinominata in Signal Gas & Oil nel 1928; Negli anni '50, Signal fu la compagnia petrolifera più grande della West Coast e Mosher acquisì quote di maggioranza di American President Lines e Flying Tiger Line. Nel 1964, Signal si fonda con Garrett Corporation, adottando il nome "The Signal Companies" nel 1968.

### Allied-Signal
La fusione Allied e Signal creò un colosso del settore aerospazio. La società nuova adottò il nome Allied-Signal (con il trattino) il 19 settembre 1985. Venne tolto il trattino nel marchio e divenne AlliedSignal nel 1993, per rafforzare il significato dell'alleanza. Nel 1999, AlliedSignal acquisisce Honeywell e adotta il nome stesso. Finì l'era della conduzione da parte del CEO AlliedSignal, Larry Bossidy.

## Prodotti

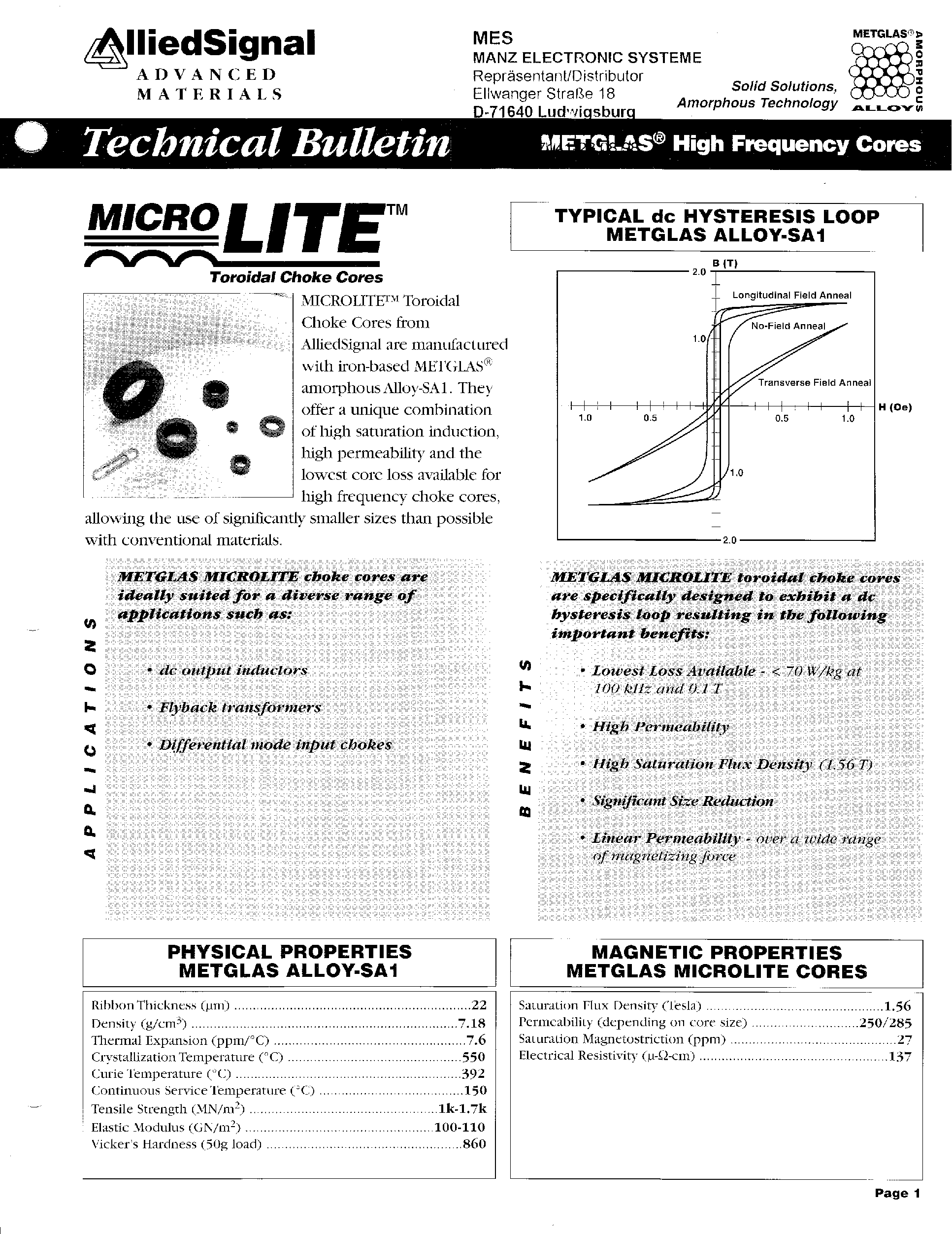
Foglio tecnico del materiale MicroLite, vetroceramica ferromagnetica per solenoide

Al 2006, i prodotti automotive includevano Fram Filters, Autolite Spark Plugs e Prestone antigelo. La Bendix Corporation comprò entrambi i marchi nel 1973. Prestone negli anni '90.
Honeywell fu prima della fusione un marchio in ambito aerospazio e elettronica facendo avionica.
- Aerospazio
  - Avionics
  - Auxiliary power units (APU)
  - Environmental control systems (ECS)
  - Luci aeronautiche
  - Landing gear
  - Flight Recorders
  - Motori aeronautici
- Automotive
  - Autolite - candele
  - Fram - filtri aria, olio
  - Prestone - antigelo
- Engineered materials
  - Polimeri
  - Chimica speciale
  - Elettronica
- Federal Manufacturing and Technology
  - Stabilimenti per United States Department of Energy

## Membro DJIA
AlliedSignal fu membro del Dow Jones Industrial Average fino al 19 febbraio 2008.